# Більсгаузен
Більсгаузен (нім. Bilshausen) — сільська громада в Німеччині, розташована в землі Нижня Саксонія. Входить до складу району Геттінген. Складова частина об'єднання громад Гібольдегаузен.
Площа — 8,49 км2. Населення становить 2220 ос. (станом на 31 грудня 2021).

## Галерея

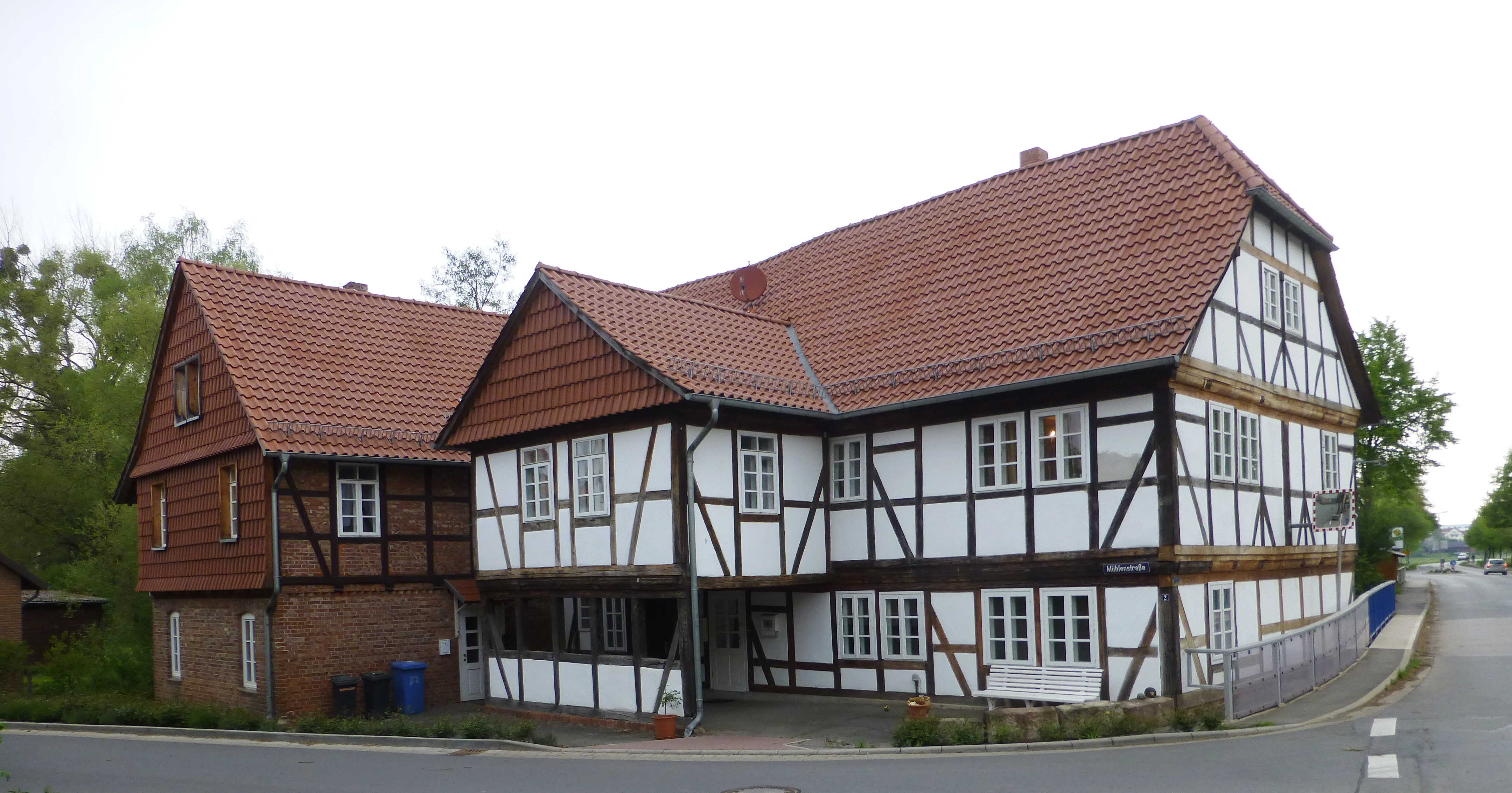
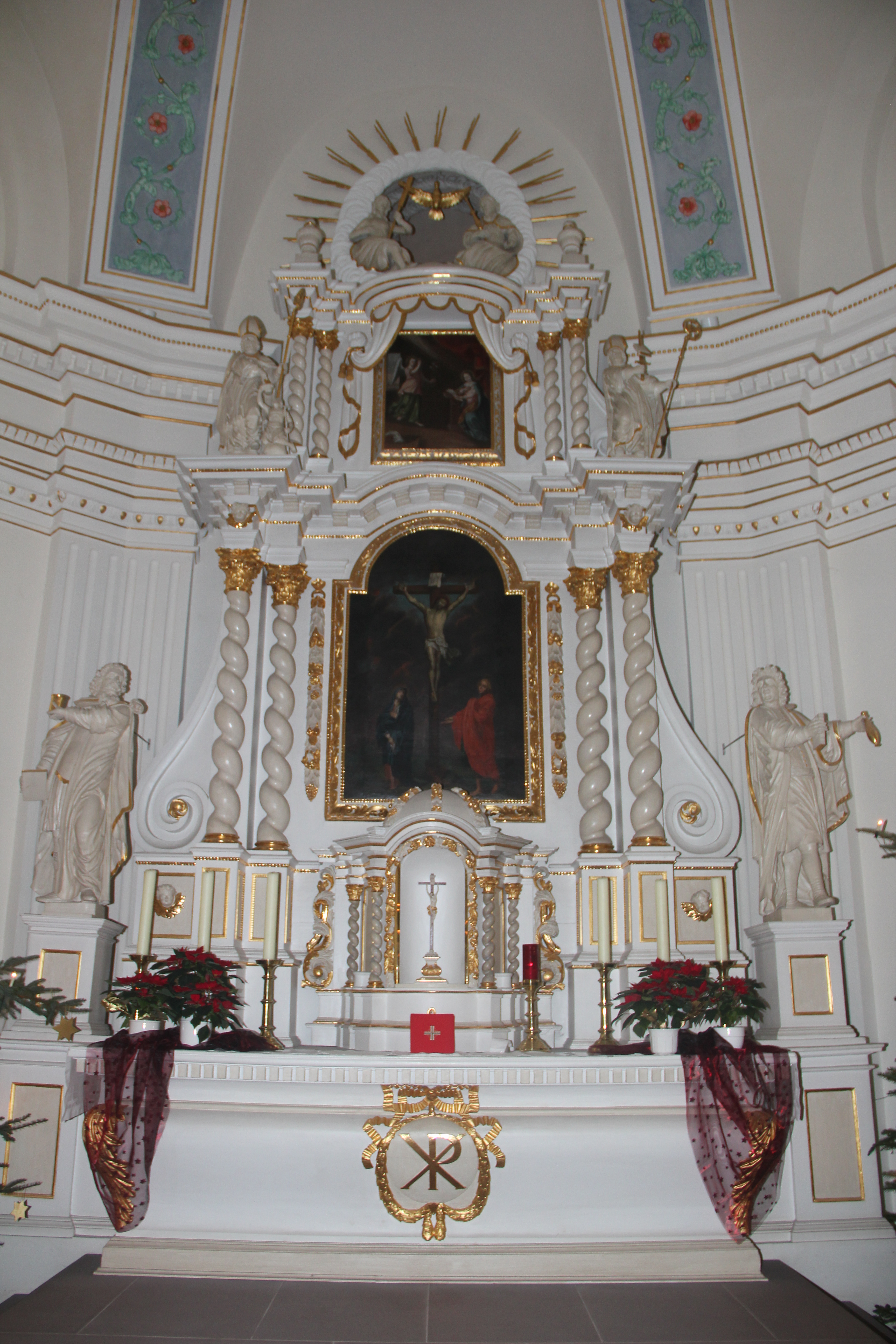
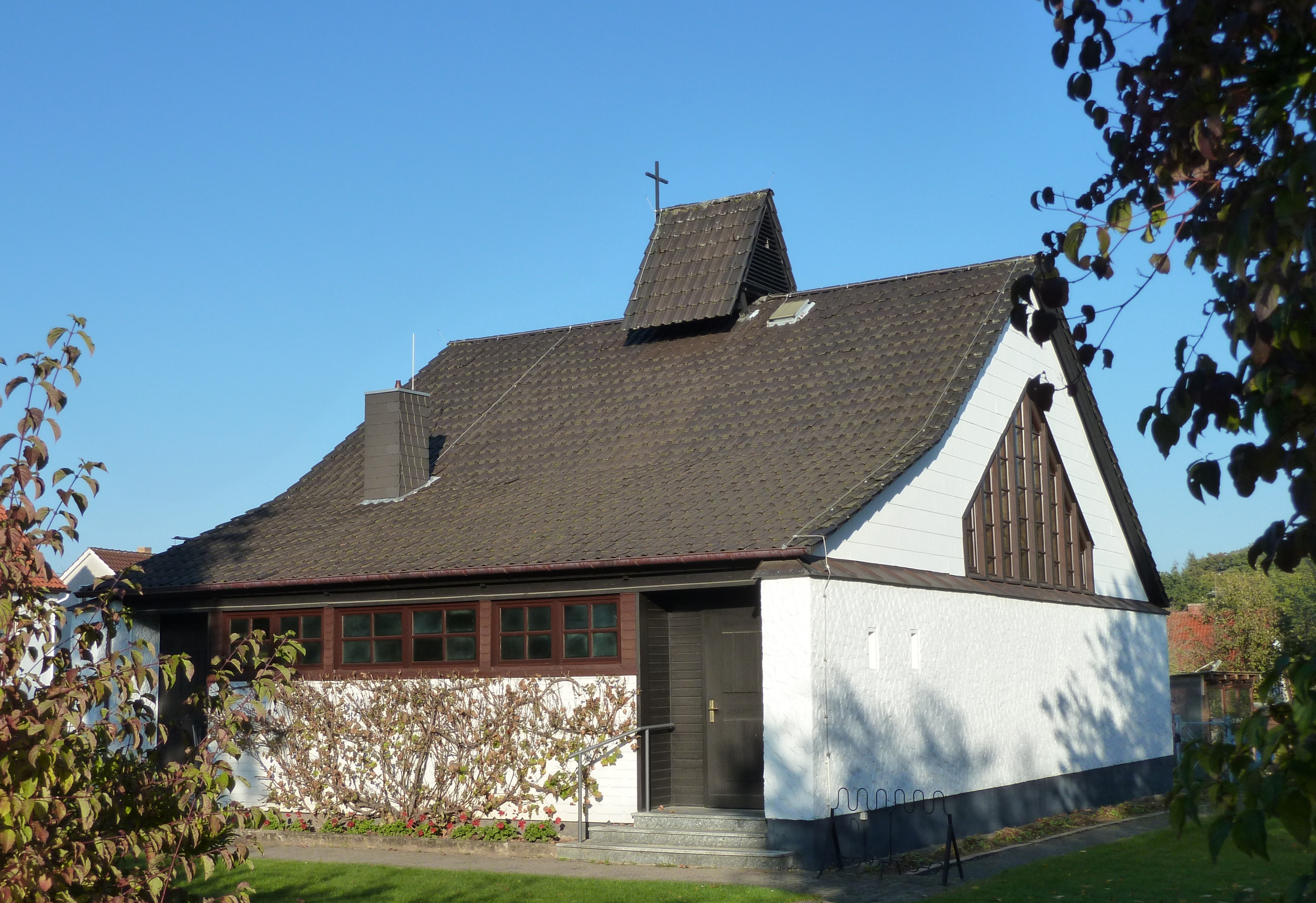